# Savonie du Sud
La Savonie du Sud (en finnois : Etelä-Savo, /ˈetelæˌsɑʋo/ ; en suédois : Södra Savolax) est une région du sud-est de la Finlande. Elle a pour capitale Mikkeli.
La région a une superficie de 19 130,40 km2 et en 2019, sa population comptait 142 910 habitants, alors qu'elle est classée neuvième pour la superficie.

## Géographie
Les régions frontalières sont : au nord la Savonie du Nord, à l'ouest la Finlande-Centrale et le Päijät-Häme, à l'est la Carélie du Nord et au sud la Vallée de la Kymi et la Carélie du Sud.

## Histoire
Cette région est issue de la partie Sud de la province historique de Savonie.

## Communes
La Savonie du Sud regroupe quatorze municipalités dont trois ont le statut de ville :
- Sous-région de Mikkeli 
  - Hirvensalmi
  - Kangasniemi
  - Mikkeli (ville)
  - Mäntyharju
  - Pertunmaa
  - Puumala

- Sous-région de Pieksämäki 
  - Juva
  - Pieksämäki (ville)

- Sous-région de Savonlinna 
  - Enonkoski
  - Rantasalmi
  - Savonlinna (ville)
  - Sulkava

### Anciennes municipalités
- Anttola
- Haukivuori
- Kangaslampi
- Kerimäki
- Jäppilä
- Pieksänmaa
- Punkaharju
- Ristiina
- Savonranta
- Sääminki
- Virtasalmi

## Démographie
Depuis 1980, l'évolution démographique de la Savonie du Sud est la suivante:
| Année      | 1980    | 1985    | 1990    | 1995    | 2000    | 2005    | 2010    | 2015    |
| ---------- | ------- | ------- | ------- | ------- | ------- | ------- | ------- | ------- |
| population | 175 695 | 176 275 | 175 233 | 173 321 | 166 575 | 161 325 | 155 472 | 150 305 |

## Paysages de Savonie du Sud

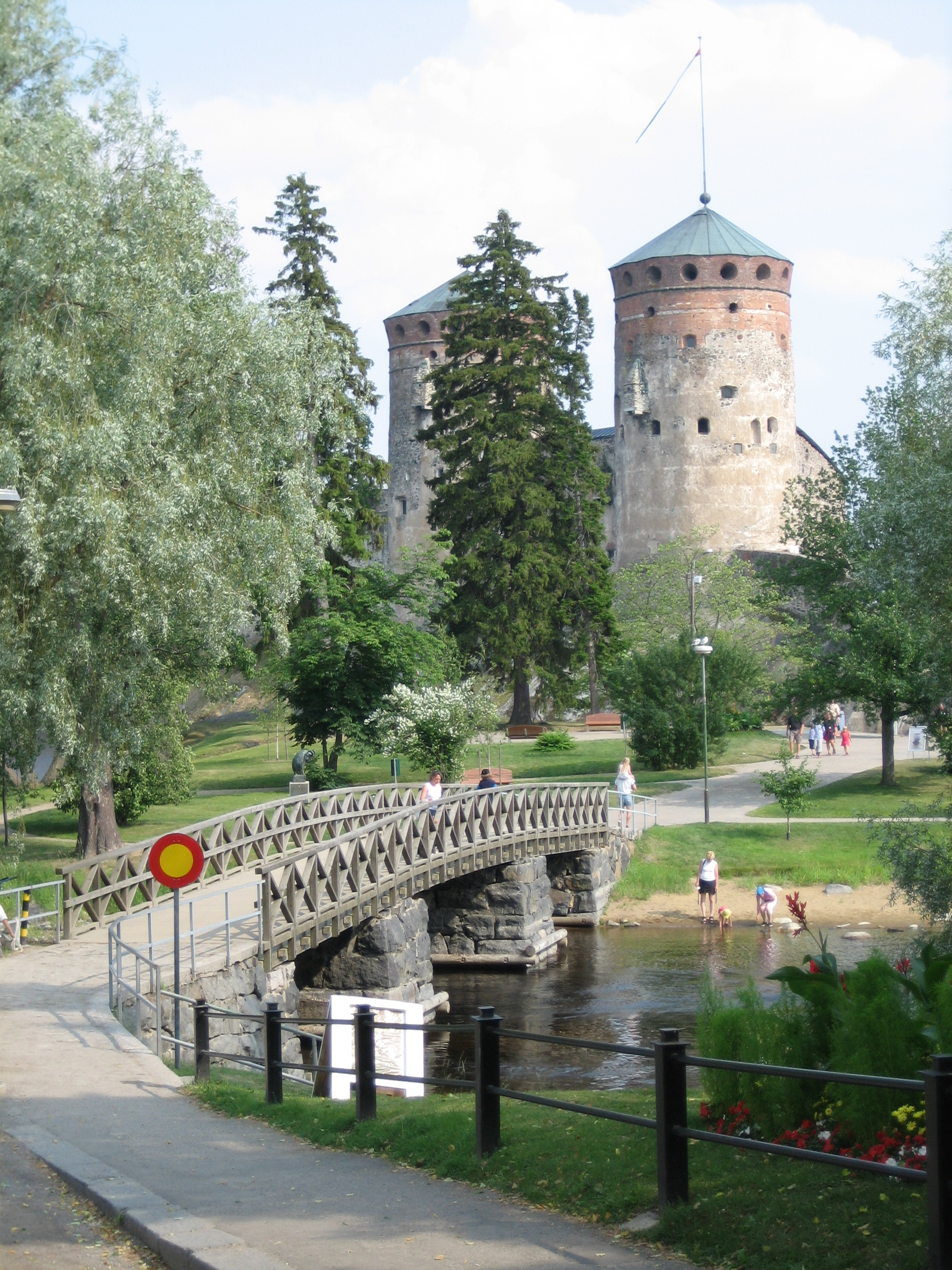
Olavinlinna, Savonlinna
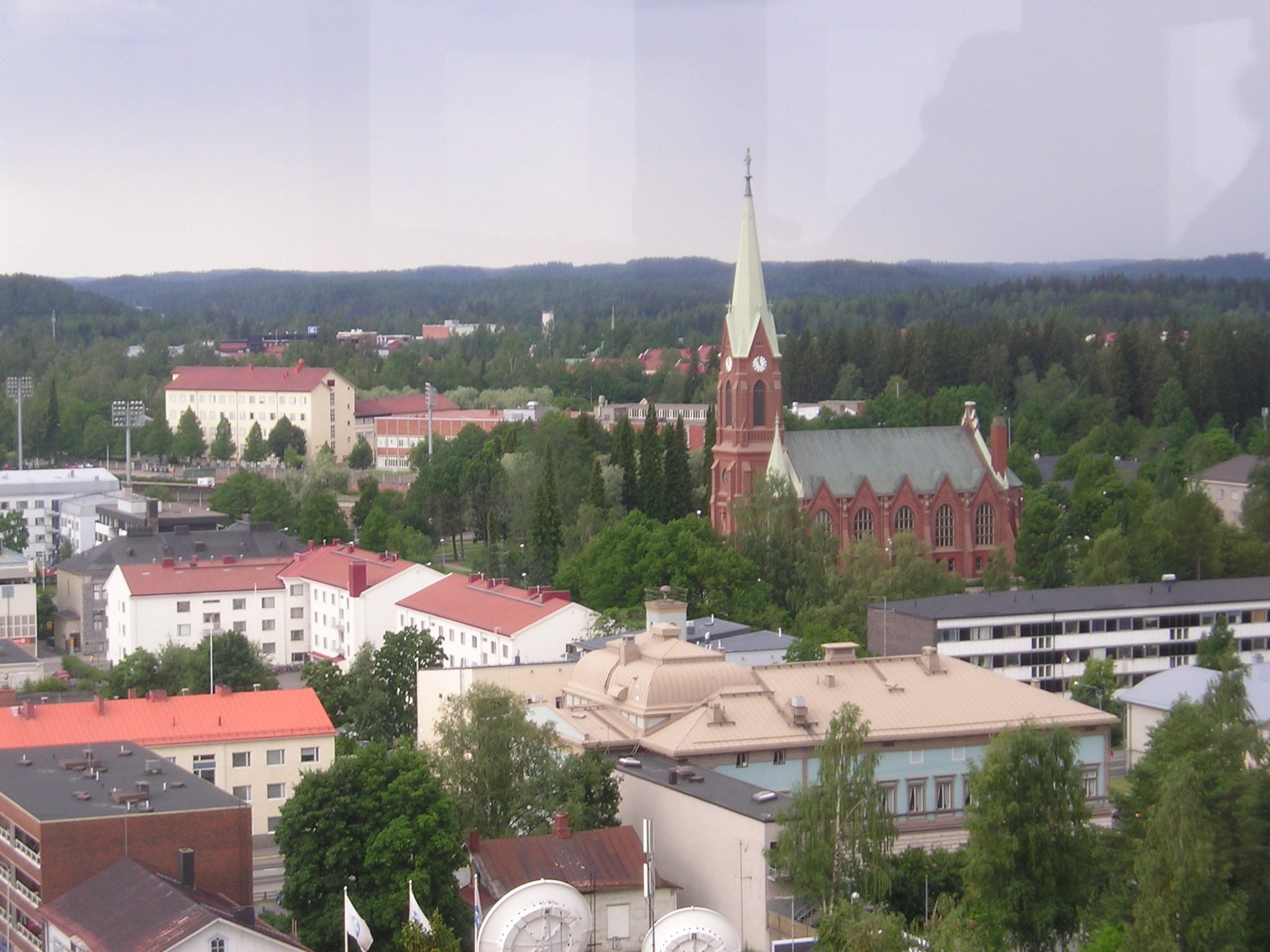
Mikkeli
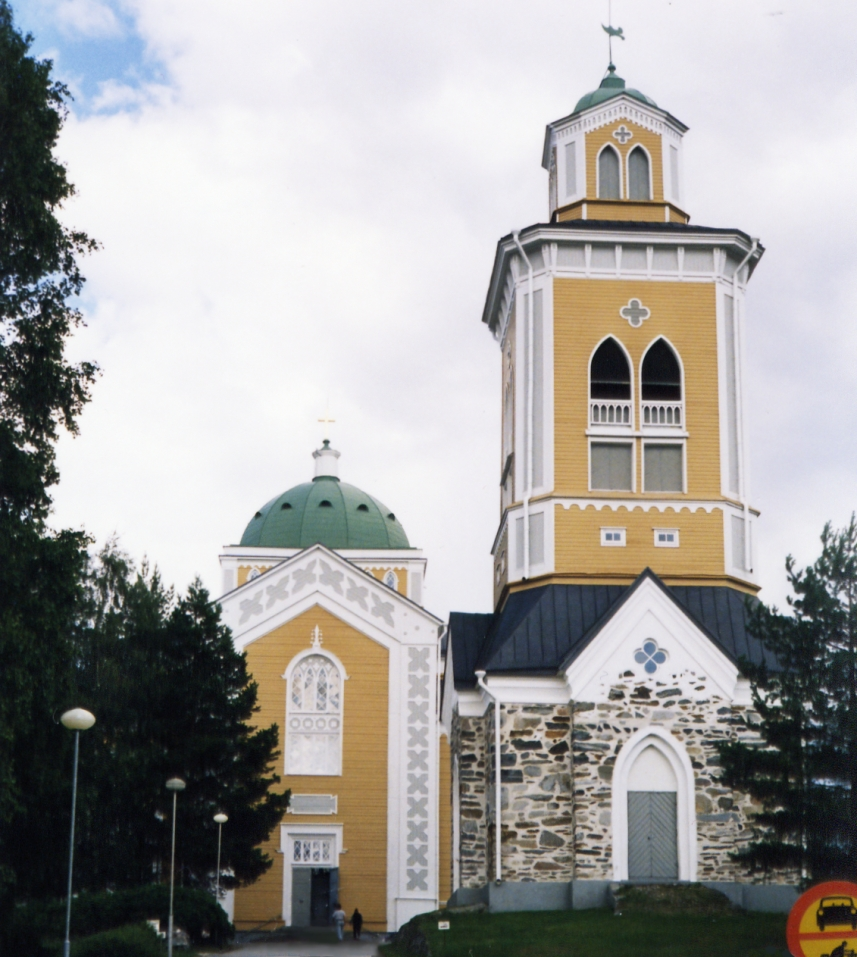
Église de Kerimäki
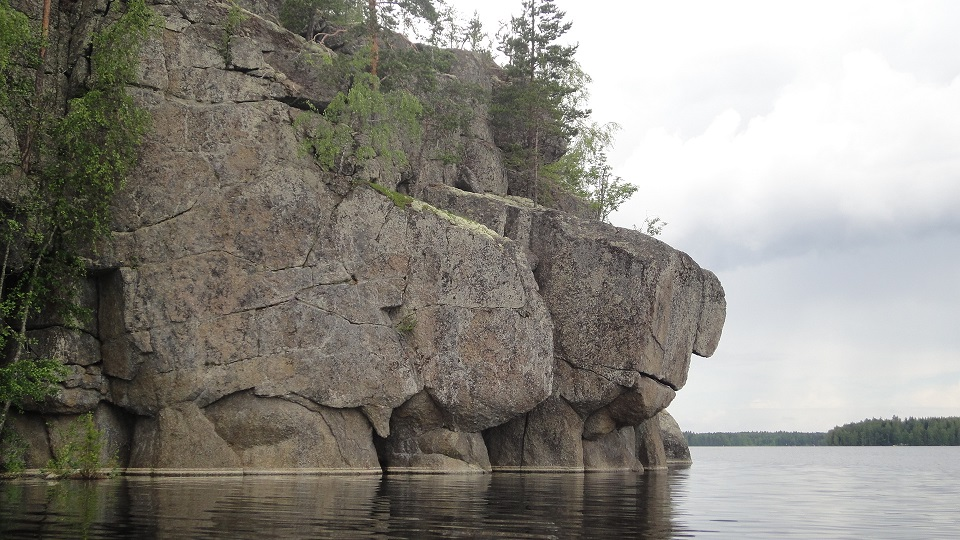
Berges de Puula au sud de l’île Väisälänsaari
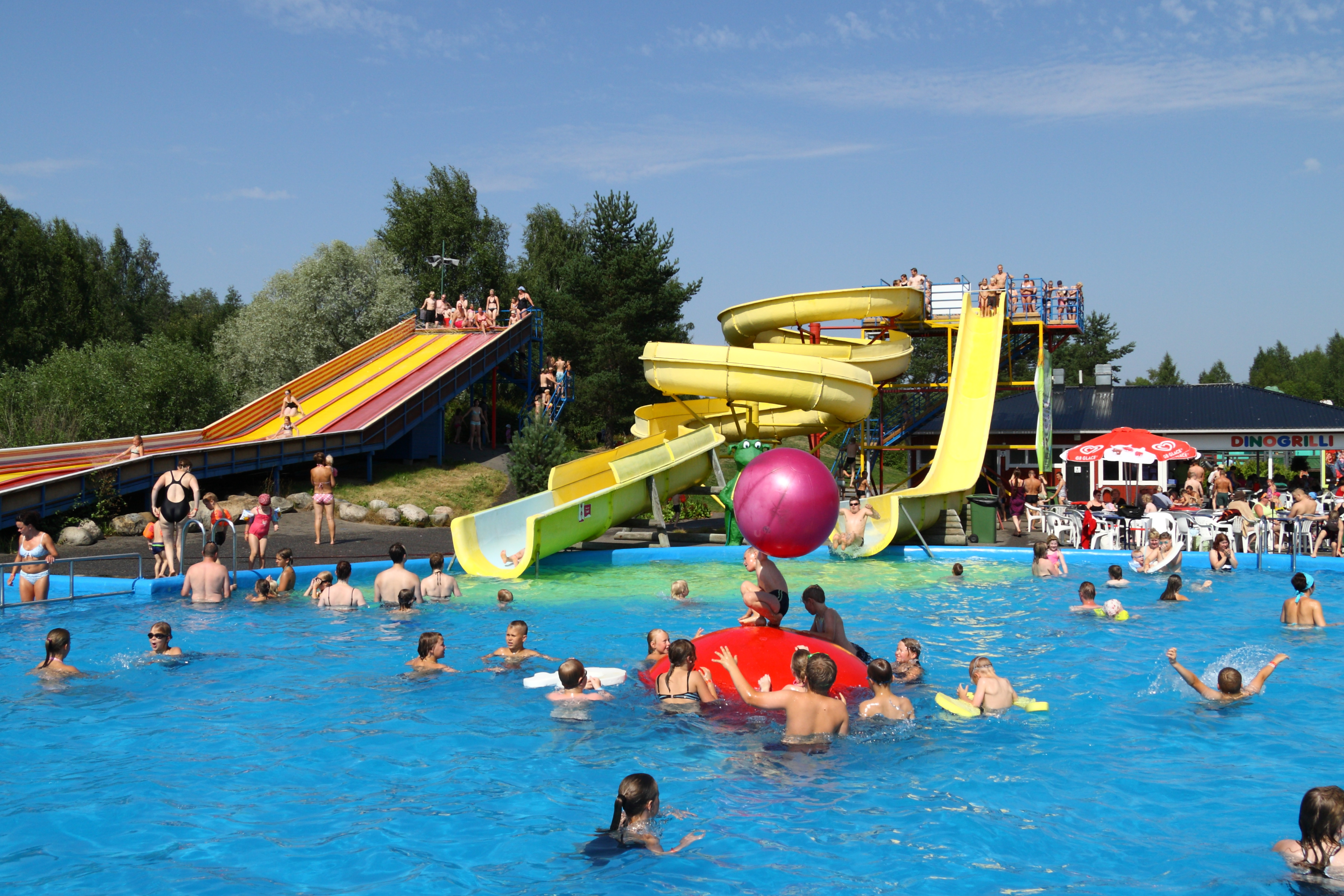
Les toboggans aquatiques de Visulahti